# 沙晶兰
沙晶兰（学名：Eremotropa sciaphila）为鹿蹄草科沙晶兰属下的一个种。